# Parlamentswahl in Pakistan 2002
Die Parlamentswahlen in Pakistan 2002 wurden am 10. Oktober 2002 abgehalten. Die Mitglieder des Parlaments und der Provinzregierungen wurden gewählt. Die Wahlen wurden unter den Augen der Militärregierung von General Pervez Musharraf abgehalten. Die Wahlen beendeten das Zweiparteiensystem zwischen der Pakistan People’s Party und der Pakistan Muslim League (N). Die Wahlen begünstigten das Mehrparteiensystem. Über 70 Parteien nahmen somit an den Wahlen teil, aber nur 6 Parteien konnten die meisten Wählerstimmen unter sich vereinigen. Dazu zählten die PML-Q, PPP, MMA, PML-N, MQM und die National Alliance.

## Parteien und Kandidaten
An den Wahlen nahmen mehr als 70 Parteien teil. Die bekanntesten Parteien waren Peoples Party Parliamentarians, Pakistan Muslim League-Nawaz Group, Muttahida Quami Movement (MQM), Pakistan Muslim League-Quaid-i-Azam, die den Spitznamen Kings Party erhielt, weil sie die Regierung nahestand. Außerdem nahmen die Muttahida Majlis-i-Amal (MMA), eine Allianz von sechs politisch-religiösen Parteien, die National Alliance, deren Vorsitzender Farooq Leghari war, die Partei von Imran Khan, Pakistan Tehreek-e-Insaf, und die Partei von Tahir-ul-Qadri, Pakistan Awami Tehreek.

## Ergebnis

### Sitze im Parlament
Die Ergebnisse wurden durch die Election Commission of Pakistan bekanntgegeben. Die Pakistan Peoples Party konnten sich 62 Sitze, die PML-Q 76 Sitze, die Pakistan Muslim League (N) 16 Sitze, die Muttahhida Majlis-e-Amal 53 Sitze, die National Alliance 13 Sitze und die Muttahhida Qaumi Movement konnte sich wie die National Alliance 13 Sitze im Parlament sichern. Die Awami National Party konnte nicht ins Parlament einziehen. Es konnten insgesamt 22 Kandidaten ohne einer Partei anzugehören ins Parlament einziehen.

### Sitze in den Provinzregierungen
Die Pakistan Peoples Party Parliamentarians konnte sich 120 Sitze, die Pakistan Muslim League (Q) 153 Sitze, die Pakistan Muslim League (N) 42, die Muttahhida Majlis-e-Amal 81 Sitze, die National Alliance 26 Sitze, die Muttahhida Qaumi Movement 28 Sitze und die Awami National Party 8 Sitze in den Provinzregierungen sichern. Es konnten 63 Kandidaten ohne Parteizugehörigkeit in die Provinzregierungen einziehen.